# Megabracon magnus
Megabracon magnus är en stekelart som först beskrevs av Gyöö Viktor Szépligeti 1901.  Megabracon magnus ingår i släktet Megabracon och familjen bracksteklar. Inga underarter finns listade i Catalogue of Life.